# Lanesville
Lanesville és un poble dels Estats Units a l'estat d'Indiana. Segons el cens del 2000 tenia 614 habitants.

## Demografia
Segons el cens del 2000, Lanesville tenia 614 habitants, 249 habitatges, i 174 famílies. La densitat de població era de 592,7 habitants/km².
Dels 249 habitatges en un 34,1% hi vivien nens de menys de 18 anys, en un 53% hi vivien parelles casades, en un 12,9% dones solteres, i en un 30,1% no eren unitats familiars. En el 25,7% dels habitatges hi vivien persones soles el 7,2% de les quals corresponia a persones de 65 anys o més que vivien soles. El nombre mitjà de persones vivint en cada habitatge era de 2,47 i el nombre mitjà de persones que vivien en cada família era de 2,98.
Per edats la població es repartia de la següent manera: un 26,1% tenia menys de 18 anys, un 9,8% entre 18 i 24, un 0% entre 25 i 44, un 25,2% de 45 a 60 i un 11,6% 65 anys o més.
L'edat mediana era de 36 anys. Per cada 100 dones de 18 o més anys hi havia 89,2 homes.
La renda mediana per habitatge era de 54.219 $ i la renda mediana per família de 57.031 $. Els homes tenien una renda mediana de 36.875 $ mentre que les dones 23.214 $. La renda per capita de la població era de 18.914 $. Entorn del 2,6% de les famílies i el 2,1% de la població estaven per davall del llindar de pobresa.

## Poblacions més properes
El següent diagrama mostra les poblacions més properes.